# Vasafua

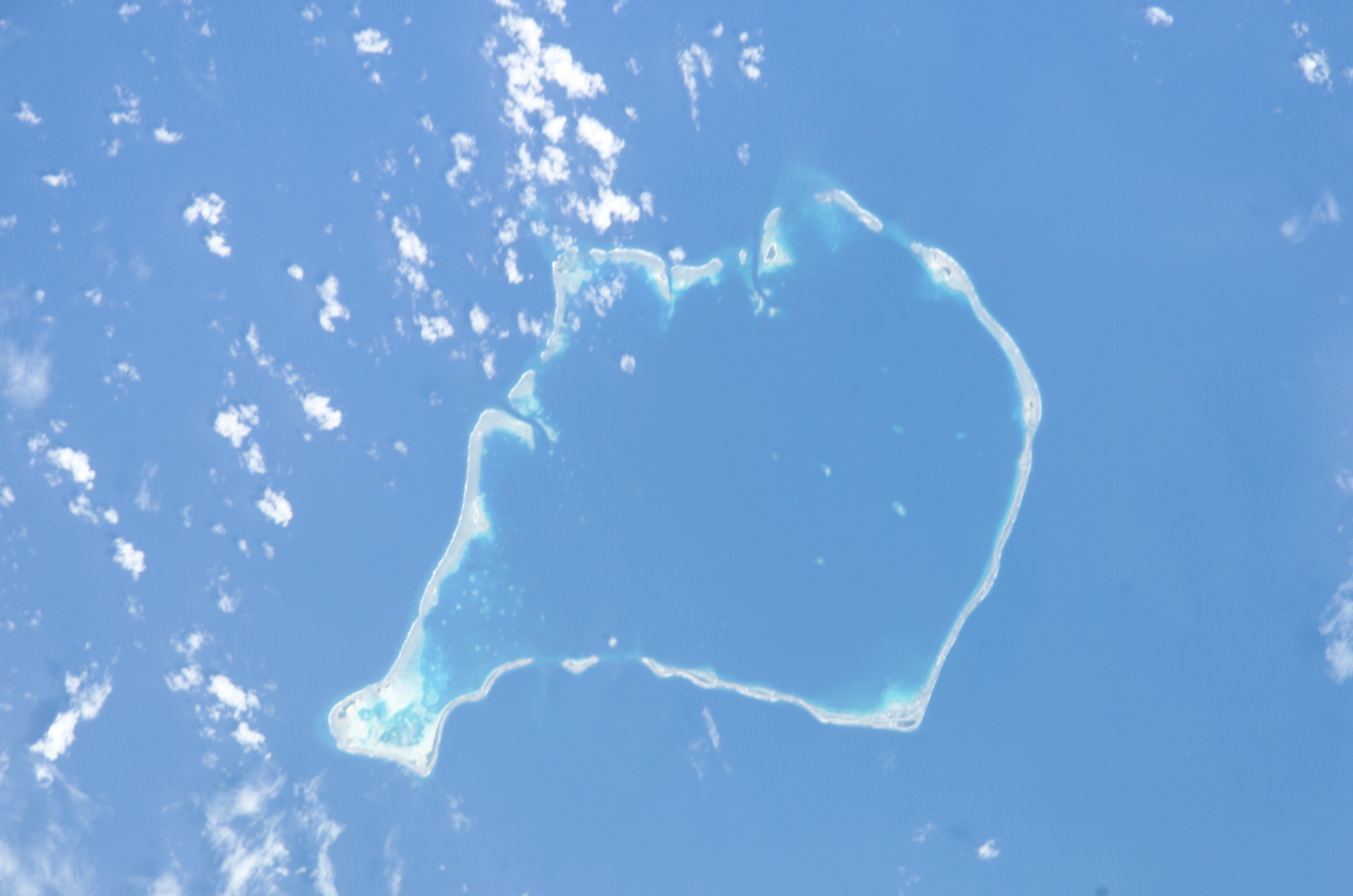
Atol de Funafuti

Vasafua é uma ilha do atol de Funafuti, do país de Tuvalu.